# Liga Reunionense de Futebol
A Liga Reunionense de Futebol (em francês:  Ligue Réunionnaise de Football, LRF) é o órgão dirigente do futebol da Reunião. Embora seja filiada à CAF como membro-associado desde 1992, não é filiada à FIFA. É responsável pela organização das partidas da Seleção Reunionense e dos torneios locais de clubes.